# Тополь крупноплодный
Тополь крупноплодный, или Тополь волосистый (лат. Populus macrocarpa) — вид лиственных деревьев из рода Тополь (Populus) семейства Ивовые (Salicaceae), среднеазиатский вид, относящийся к секции бальзамических тополей (Tacamahaca Spach).

## Распространение
На территории Киргизии вид произрастает в Фергане и на Алае в горах Памиро-Алая. Отмечается на территории Узбекистана, за пределами бывшего СССР, вероятно, вид встречается только в сопредельных местностях Синьцзяна и Афганистана.
Ареал покрывает территорию от Афганистана до Синьцзяна и Западных Гималаев. 
Встречается преимущественно в биомах с умеренным климатом.
Расселяется в долинах рек на щебнистых горных склонах.

## Ботаническое описание
Дерево высотой от 10 до 15 м с густой, раскидистой  кроной.
Побеги светло-серые, четырёхгранные, с пробковыми крылышками.
На коротких побегах листья мелко-зубчатые, овальные, равномерно суженные к концам, с клиновидными основаниями и с опушенными краями, размерами: 5—10 см в длину и 2—5 см в ширину.
Удлинённые побеги несут широко-ланцетные листья с остро-пильчатыми краями. Сидят на сплюснутых черешках длиной 1—5,5 см, с очень тонким опушением.  
Серёжки длиной около 10 см с редкими волосками на оси.
Плоды сухие коробочки, голые, морщинистые, около 1 см длиной и около 6 мм шириной. 
Цветение начинается в апреле, плодоношение в апреле—мае.
В природе скрещивается с произрастающими на одной с ним территории видами тополей лавролистным (Populus laurifolia) и узбекским (Populus usbekistanica).

## Таксономия
Populus macrocarpa (Schrenk)  Pavlov & Lipsch., Советская ботаника 1934 1:21 (1934)
Протопопов, Флора Киргизи 4:46 (1953)
Typus: «Montes Tarbagatai, in tractu Tschagarak-Aksu, 15.VI.1841 A. Schrenk» (LE!).
Впервые, в 1842 году, о среднеазиатском тополе с крупными плодами упоминает Шренк, описывая его как разновидность тополя душистого (Populus suaveolens).
В 1834 году советские ботаники публикуют ряд описаний тополей из Средней Азии как самостоятельные виды, позже дополнительные исследования гербарных образцов и литературы показали, что все эти новые виды принадлежат одному таксону, а законным названием несомненно самостоятельного вида должно быть Populus macrocarpa, хотя и родственно близкого к тополю лавролистному (Populus laurifolia Ledeb.)

### Синонимы
По данным POWO, если нет сноски.
- Populus suaveolens var. macrocarpa Schrenk in F.E.L.von Fischer & C.A.von Meyer, Enum. Pl. Nov. 2: 16 (1842); Ledebour Flora Rossica 3, 2 : 629 (1850) basionym
- Populus talassica Kom., Ботанический журнал СССР 19: 509 (1934)
- Populus densa Kom., Ботанический журнал СССР 19: 510 (1934)
- Populus pamirica Kom., Ботанический журнал СССР 19: 510 (1934)
- Populus talassica var. cordata Chang Y.Yang, Fl. Xinjiangensis 1: 305 (1992 publ. 1993)
- Populus talassica var. tomortensis Chang Y.Yang, Fl. Xinjiangensis 1: 305 (1992 publ. 1993)
- Populus pamirica var. akqiensis Chang Y.Yang, Fl. Xinjiangensis 1: 305 (1992 publ. 1993)